# Jerko Marčić
Jerko Marčić (1979.) hrvatski je kazališni, televizijski i filmski glumac. Diplomirao 2007. na Akademiji dramske umjetnosti u Zagrebu. Kao slobodni umjetnik igra u mnogim zagrebačkim kazalištima, na Dubrovačkim ljetnim igrama, od 2009. u angažmanu u Gradskom kazalištu Trešnja, od 2014. u angažmanu u HNK Ivana pl. Zajca u Rijeci. Od 2007. asistent B. Jelčića na odsjeku glume zagrebačke Akademije dramske umjetnosti, od 2015. asistent R. Šerbedžije na Akademiji primijenjenih umjetnosti u Rijeci.

## Filmografija

### Televizijske uloge
- "Bogu iza nogu" kao svećenik (2021.)
- "Stipe u gostima" kao gospodin Dragojević (2011.)
- "Moja 3 zida" kao Jerko (2009.)
- "Odmori se, zaslužio si" kao redatelj (2008.)
- "Naša mala klinika" kao Piki (2006.)
- "Laku noć, Hrvatska" kao Goran Milić,[1] Božo Sušec, Miroslav Blažević, Carla del Ponte (dijalog), Milan Bandić, Winston Churchill, franjevac i drugi (2005. – 2008.)

### Filmske uloge
- "Metastaze" kao policajac (2009.)
- "Nije kraj" kao mladić (2008.)
- "Moram spavat', anđele" kao Mesud (2007.)
- "Pos'o je dobar, a para laka" (2000.)

### Kazališne uloge
- "Gloria" HKD Teatar Rijeka, redatelj L. Zappia  (2003.)
- "SHAKEspeare na Exit" Teatar Exit, redatelj M. Raguž  (2006.)
- "Tri sestre" HNK Zagreb, redatelj I. Kunčević (2006.)
- "San ljetne noći" DLJI, redateljica D. Ruždjak Podolski (2007.)
- "Niko i ništ" KNAP, redatelj S. Anočić (2008.)
- "Izlog" ZKM, redatelj B. Jelčić i N. Rajković (2010.)
- "VIS Životinje" GK Trešnja, redatelj S. Božić i K. Zec (2010.)
- "Allons enfants" DLJI, redatelj B. Jelčić i N. Rajković (2013.)
- "Ko rukom odneseno" Teatar &TD, redatelj B. Jelčić (2014.)
- "Hrvatsko glumište" HNK Rijeka, redatelj O. Frljić (2014.)
- "Životinjska farma" HNK RIjeka, redatelj A. Urban (2015.)
- "Majstor i Margarita" HNK Rijeka, redateljica S. Spahić (2016.)
- "Mizantrop" HNK Rijeka, redatelj I. V. Torbica (2017.)

### Sinkronizacija
- "Zootropola" kao Bernard Kandžomet (2016.)
- "Ekipa za 6" kao Wasabi (2014.)
- "Turbo" kao Tito (2013.)
- "Rio i Rio 2 " kao Luiz (2011., 2014.)
- "MaksimUm" kao Hal Stuart/Titan (2010.)
- "Arthur i Maltazardova osveta" kao Snješko (2009.)
- "Pčelin film" kao g. Klaus Vanderhayden, Zujac, Pelud Frik #1 i vozač kamiona (2007.)
- "Tko je smjestio Crvenkapici" kao Merina i prodavač sendviča (2006.)
- "Zov divljine" kao Pingvin MC (2006.)
- "Čarobni vrtuljak" kao psić Dugi (2005.)
- "Kišna kap" kao Nimbus (2005.)

## Vanjske poveznice
- Jerko Marčić u internetskoj bazi filmova IMDb-u (engl.)
- Stranica na Kazalište Trešnja.hr  Arhivirana inačica izvorne stranice od 18. ožujka 2011. (Wayback Machine)